# Tanyencyrtus divisus
Tanyencyrtus divisus är en stekelart som beskrevs av De Santis 1972. Tanyencyrtus divisus ingår i släktet Tanyencyrtus och familjen sköldlussteklar. Inga underarter finns listade i Catalogue of Life.